# Dokidoki morning
Dokidoki morning (ド・キ・ド・キ☆モーニング?, Dokidoki mōningu, lett. "Mattino col batticuore", talvolta reso graficamente come Dokidoki☆Morning o Do・Ki・Do・Ki☆Morning) è il singolo di debutto del gruppo musicale di idol giapponesi Babymetal, pubblicato il 24 ottobre 2011 dall'etichetta Jūonbu Records, filiale della Toy's Factory. Si tratta del primo singolo estratto dall'album di debutto Babymetal.

## Il disco

### Lancio e promozione
Il 28 novembre 2010 le Sakura Gakuin, gruppo idol il cui concept prende spunto dal sistema scolastico giapponese, tenne un concerto durante il quale uno dei suoi sottogruppi, le Babymetal, fece il suo debutto ufficiale eseguendo dal vivo il brano Dokidoki morning. La canzone fu successivamente inclusa nell'album di debutto delle Sakura Gakuin Sakura Gakuin 2010nendo: Message, uscito nell'aprile 2011.
Dokidoki morning uscì in qualità di singolo il 24 ottobre 2011, in formato DVD. Alcuni giorni dopo, il 1º novembre, il brano fu pubblicato anche in formato digitale. Nell'aprile 2012 fu infine reso disponibile in formato CD, con la vendita limitata al concerto 15 Minutes One of Them Game!! e al mercato online.
Grazie soprattutto a YouTube e al video musicale del brano, ad opera di Shimon Tanaka, le Babymetal si guadagnarono in poco tempo l'attenzione di media, appassionati e critici, anche al di fuori del Giappone.

### Composizione
Dokidoki morning è un brano radiofonico di stampo j-pop con alcuni elementi heavy metal. Il testo tratta il tema della scuola, della pressione a cui devono far fronte gli studenti e dei rapporti tra compagni.

## Tracce
1. Dokidoki morning (ド・キ・ド・キ☆モーニング) – 3:46 (testo: Nakametal – musica: Norizo, Motonari Murakawa)

## Formazione
- Su-metal - voce
- Yuimetal - cori
- Moametal - cori

## Classifiche
| Classifica (2011)                | Posizione più alta |
| -------------------------------- | ------------------ |
| Giappone (Billboard Independent) | 80                 |